# خاردهان‌سانان
خاردَهان‌سانان (Echinostomida) نام یکی از راسته‌های جانوری است.
این راسته در زیررده دوکامیان (Digenea) در رده بادکش‌داران (Trematoda)، شاخه پهن‌کرم‌تباران (Platyhelminthes) قرار دارد.